# São Tomé e Príncipe na Universíada de Verão de 2021
São Tomé e Príncipe participou da Universíada de Verão de 2021, que aconteceu em Chengdu, na China, entre 28 de julho e 8 de agosto de 2023.
Foi representado por apenas um atletas masculino em uma única modalidade olímpica.

## Competidores
Esta foi a modalidade e atleta que disputou a edição:
| Esporte   | Masculino | Feminino | Total |
| --------- | --------- | -------- | ----- |
| Taekwondo | 1         | 0        | 1     |
| Total     | 1         | 0        | 1     |

## Desempenho

### Taekwondo
Masculino
| Atleta        | Evento   | Preliminar             | Oitavas                | Quartas                | Semifinais             | Final                  | Posição     | Ref.  |
| Atleta        | Evento   | Adversário e resultado | Adversário e resultado | Adversário e resultado | Adversário e resultado | Adversário e resultado | Posição     | Ref.  |
| ------------- | -------- | ---------------------- | ---------------------- | ---------------------- | ---------------------- | ---------------------- | ----------- | ----- |
| Kelvin Soares | até 63kg | USA D. Kwak D 0–2      | Não avançou            | Não avançou            | Não avançou            | Não avançou            | Não avançou | [ 3 ] |

Legenda
| Recorde mundial      | Recorde mundial (World record)               |                       | Recorde africano                      | Recorde africano (African) |                                           | Q | Classificado por posição (Qualified) |
| Recorde olímpico     | Recorde olímpico (Olympic record)            | Recorde da América    | Recorde da América (Americas)         | q                          | Classificado por melhor tempo (Qualified) |   |                                      |
| Melhor marca do ano  | Melhor marca do ano (World leading)          | Recorde asiático      | Recorde asiático (Asian)              | DNS                        | Não largou (Did not start)                |   |                                      |
| Recorde nacional     | Recorde nacional (National record)           | Recorde europeu       | Recorde europeu (European)            | DNF                        | Não terminou (Did not finish)             |   |                                      |
| Recorde pessoal      | Recorde pessoal do atleta (Personal best)    | Recorde da Oceania    | Recorde da Oceania (Oceania)          | DSQ / DQ                   | Desclassificado (Disqualified)            |   |                                      |
| Recorde da temporada | Recorde da temporada do atleta (Season best) | Recorde sul-americano | Recorde sul-americano (South America) | NM                         | Sem marca (No mark)                       |   |                                      |